# Farah Mendlesohn

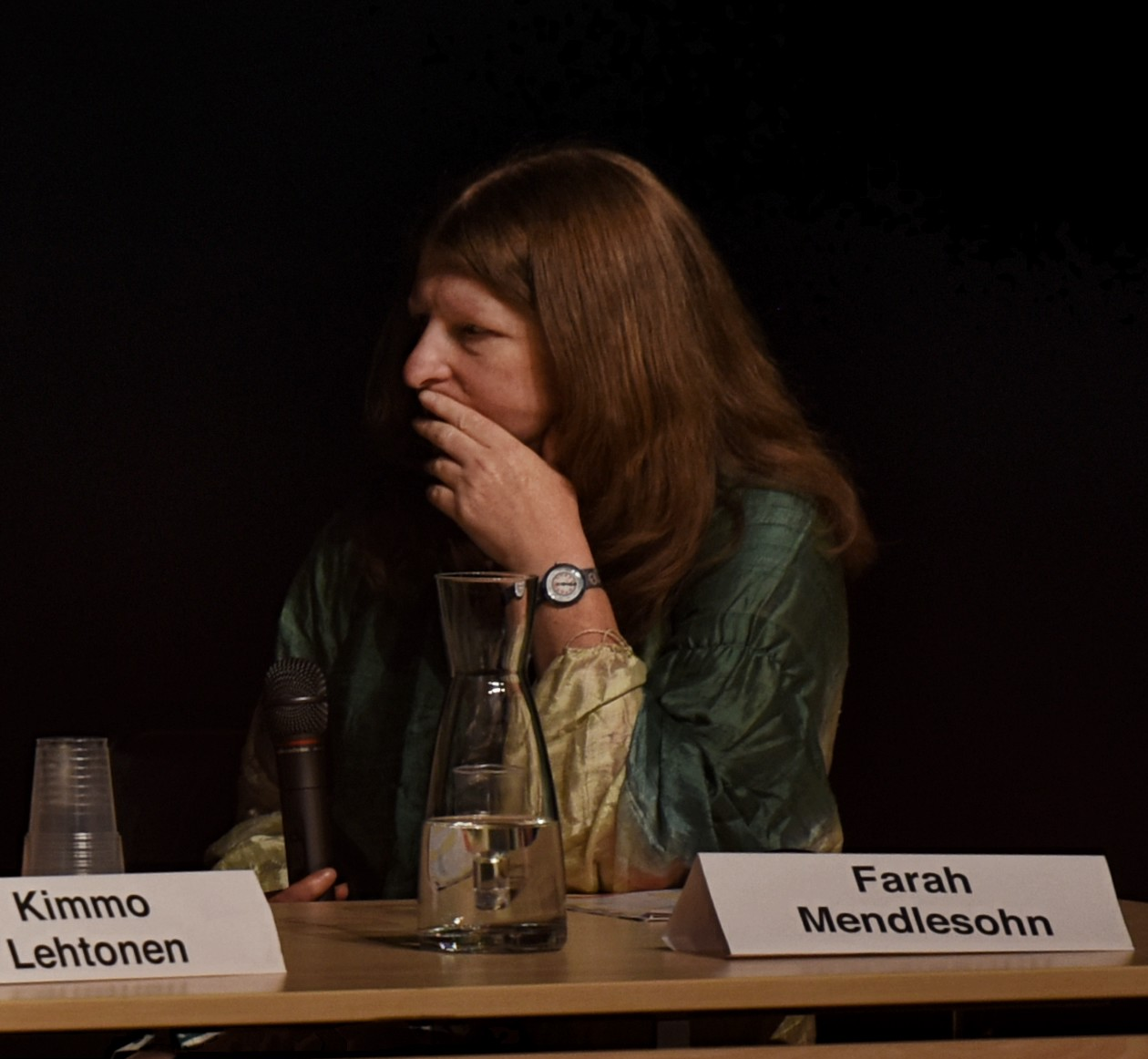
Farah Mendlesohn på Archipelacon i Mariehamn 2015.

Farah Mendlesohn, född 1968, är en brittisk akademiker och science fiction-kritiker.
Mendlesohn studerade historia och doktorerade 1997 vid University of York.
Hen var redaktör för tidskriften Foundation från 2002 till 2007. The Cambridge Companion to Science Fiction, som hen var redaktör för tillsammans med Edward James, tilldelades Hugopriset 2005, och The Rhetorics of Fantasy var nominerad 2009.. Mendlesohn var tidigare knuten till Middlesex University, där hen undervisade i science fiction- och fantasylitteratur och var från 2012 till 2016 professor i litteraturhistoria vid Anglia Ruskin University.
Farah Mendlesohn är gift med Edward James sedan 2001.